# Guilligomarc'h

Guilligomarc'h este o comună în departamentul Finistère, Franța. În 1 ianuarie 2022 avea o populație de 804 de locuitori.